# Carapuato
Carapuato är en ort i Mexiko.   Den ligger i kommunen Tepalcatepec och delstaten Michoacán de Ocampo, i den södra delen av landet, 400 km väster om huvudstaden Mexico City. Carapuato ligger 309 meter över havet och antalet invånare är 429.
Terrängen runt Carapuato är platt åt nordost, men åt sydväst är den kuperad. Runt Carapuato är det ganska glesbefolkat, med 30 invånare per kvadratkilometer. Närmaste större samhälle är Felipe Carrillo Puerto, 12,2 km nordost om Carapuato. Trakten runt Carapuato består till största delen av jordbruksmark.